# Storsäterns fjällkapell
Storsäterns fjällkapell söder om Grövelsjön i Älvdalens kommun är Dalarnas nordligaste kyrka. Den invigdes 1968 och har utrymme för 150 besökare.

## Källa
- www.alvdalen.se om Storsäterns fjällkapell